# Arthur de Rouw
Arthur de Rouw es un deportista neerlandés que compitió en natación, en la modalidad de aguas abiertas. Ganó una medalla de bronce en el Campeonato Europeo de Natación en Aguas Abiertas de 1989, en la prueba de 5 km.

## Palmarés internacional
| Campeonato Europeo | Campeonato Europeo      | Campeonato Europeo | Campeonato Europeo |
| Año                | Lugar                   | Medalla            | Prueba             |
| ------------------ | ----------------------- | ------------------ | ------------------ |
| 1989               | Stari Grad (Yugoslavia) | Medalla de bronce  | 5 km               |